# Cronica di notar Giacomo
La cronica di Notaro Giacomo è un'opera cronachistica di autore anonimo, che era conosciuta, in origine, solo da diverse citazioni di un autore seicentesco, Camillo Tutini, autore del libro Dell'origine e fundazione de' seggi di Napoli.

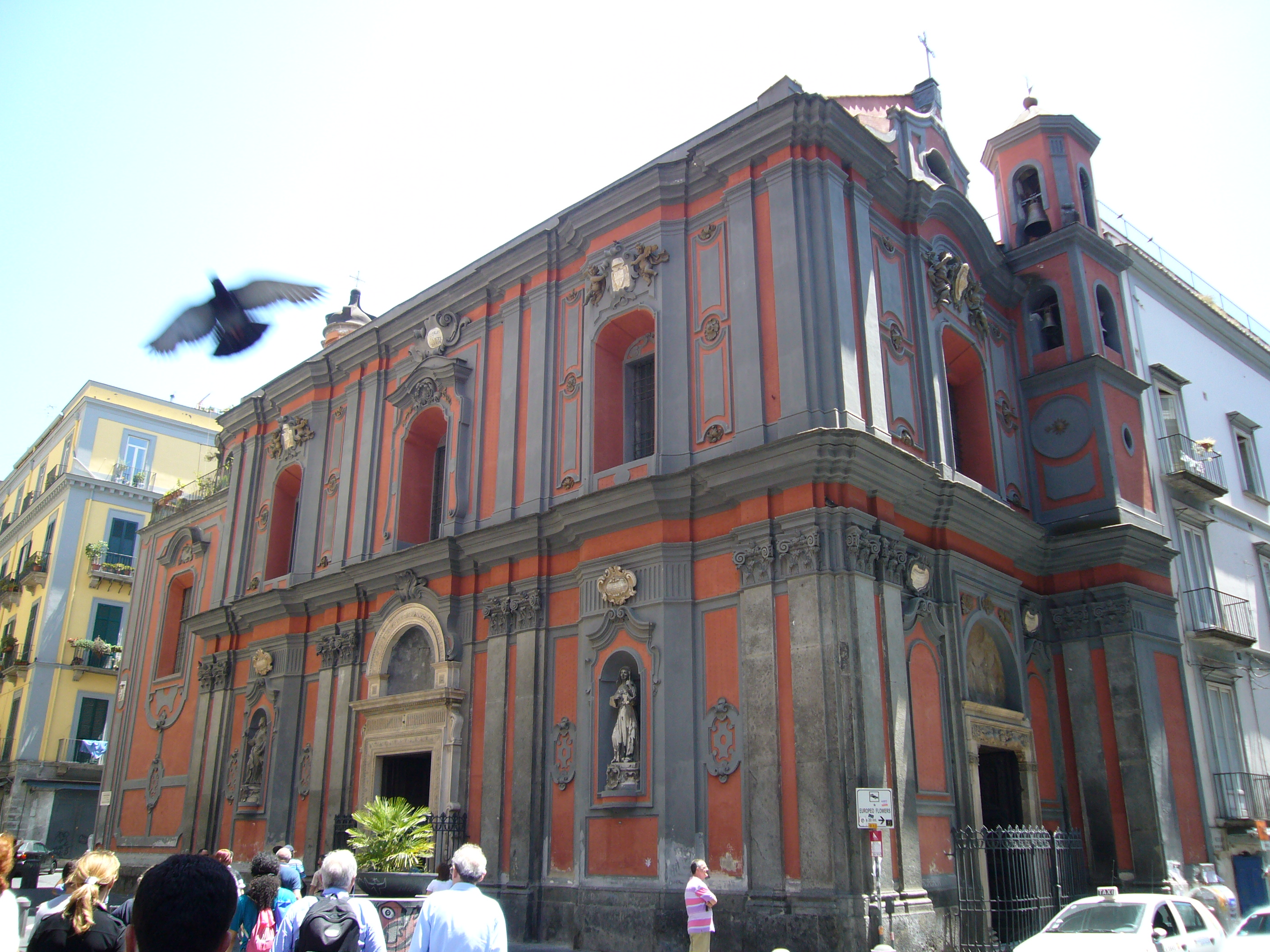
Chiesa di Sant'Angelo a Nilo

La cronaca è divenuta pienamente fruibile solo dopo la sua "riscoperta" ottocentesca grazie a Paolo Garzilli, che la rinvenne tra i codici della Real Biblioteca brancacciana di Sant'Angelo a Nilo, in un manoscritto di 178 carte, recante indicazione Scanzia 2 let. D. num. 32. Il riconoscimento del suo contenuto come la Cronica di Notar Giacomo nominata dal Tutini si deve a un passo in cui egli si nomina «Notaro Iacobo».
Il codice manoscritto è conservato ora presso la Biblioteca nazionale Vittorio Emanuele III (Ms. Bracacciano II.F.6), confluitovi insieme a tutti i fondi della biblioteca Brancacciana. Il ms. Brancacciano è un documento autografo: elementi come cancellature, inserimenti, note a margine, mostrano che la cronaca è un lavoro in corso, incompiuto, aperto a modifiche e integrazioni.

## Contenuti e datazione
La Cronica di Napoli contenuta nel manoscritto narra dei fatti avvenuti in città e nel Regno di Napoli dal tempo degli antichi romani fino al giugno 1511.
L'esame del manoscritto e gli elementi paleografici indicano per il codice una datazione a cavallo tra il XV e XVI secolo.
Per ciò che riguarda i contenuti, l'opera attinge nelle prime trentatré carte alla cosiddetta Cronaca di Partenope, il più importante corpus storiografico in volgare di età angioina durazzesca.
La cronaca si diffonde di più su accadimenti a lui contemporanei, riportando elementi storici di notevole interesse, più di quanto fosse possibile, in virtù della estrazione sociale inferiore, al sellaio Giuliano Passero, autore dei Giornali, coeva cronaca per gli anni 1189-1531. Notar Giacomo si mostra meglio informato, rispetto a Giuliano Passero, sugli avvenimenti del suo tempo, sulle operazioni militari intorno a Napoli. A volte mostra perfino di essere informato sulle cose che succedono nel mondo, come, ad esempio, la pace di Cambrai.

## Autore
Il nome e l'epiteto dell'autore ci sono rivelati da un'annotazione contenuta nell'opera, in cui egli si definisce «Notaro Iacobo». Non trova fondamento la notizia riportata da molti studiosi secondo cui la cronaca sarebbe una continuazione delle memorie prese dal presunto padre di Notar Giacomo, Antonio.
Dall'esame dei libri della Camera notarile, il Garzilli ha potuto effettivamente accertare la presenza a Napoli, in quel periodo storico, di un notaio in attività di nome Giacomo Della Morte, ancor vivo nel 1524. A questo nome, in via peraltro del tutto congetturale, può forse essere ricondotta l'identità dell'autore della Cronica, altrimenti rimasta anonima.
Per quanto riguarda la lingua, il cronista adotta un volgare a base locale, sottoposto al contenimento e alla pressione del volgare toscano e fiorentino e del latino. Mentre è in definitiva poco produttivo e fuorviante il confronto coi testi letterari coevi, più utile è osservare le analogie, nelle procedure di costruzione del testo, con la tradizione di scrittura di ambito giuridico, notarile e cancelleresco. Al pari di altre cronache coeve, come la Cronaca figurata del Quattrocento di Melchiorre Ferraiolo, quelle di Passero, Giacomo Gallo e Guarino d'Aversa, la cronaca di Notar Giacomo è permeabile agli stilemi e alle strategie narrative tipiche dei documenti cittadini (verbali cittadini, elenchi di spese, etc.) e dei testi fatti circolare dagli ambienti della corte e cancelleria regia e vicereale (bandi, prammatiche, privilegi, atti del parlamenti etc.). Nel complesso, perciò, la cronaca di Notar Giacomo, così come le altre cronache napoletane redatte a cavallo fra XV e XVI secolo, non va considerato come testo "mal scritto": visti i livelli di alfabetizzazione del tardo medioevo e della prima età moderna, sarebbe fuorviante equiparare i nostri cronisti ai cosiddetti scriventi semicolti dell'Otto-Novecento. Piuttosto, questi autori vanno collocati in una posizione intermedia fra le tradizioni discorsive della cancelleria e della corte e le tradizioni popolari, come veri e propri collettori di materiali narrativi che circolavano nella capitale del regno, oralmente o per iscritto.

## Edizioni
Dell'opera originale esiste la sola edizione ottocentesca dal titolo Cronica di Napoli di notar Giacomo, curata da Paolo Garzilli, scopritore del manoscritto e prefetto della Real biblioteca brancacciana di Sant'Angelo a Nilo.
La Cronica di Notar Giacomo non ha ancora ricevuto, invece, un'edizione critica a stampa, se si eccettua quella oggetto di una tesi dottorale